# Бураково (Тульская область)
Бураково — деревня в Ясногорском районе Тульской области России.
В рамках административно-территориального устройства является центром Бураковской сельской территории Ясногорского района, в рамках организации местного самоуправления включается в Ревякинское сельское поселение.
История
дер. Бураково (в 7 вер. от с. Квашнино) Тульского уезда Тульской губернии вошла в приход села ранее 1895 г., по подворной переписи 1910-12 гг. в этой деревне Денисовской волости было 37 дворов и 220 чел. В подворной описи также указана как дер. Мокренские Выселки, в 1857 г. в этой деревне при реч. Вычке (ручье, выпадающем в реку Осётр) проживало 245 чел. Старое название деревни — Мокренские Выселки — тоже имеет свою историю; Недалеко располагалось село Мокрый Корь, где жила барыня, она выселила из своего села неугодных ей богатых крестьян, которым материальное состояние не позволяло быть крепостными, отсюда и взялось название деревни. Поскольку крестьяне были богаты, они выстроили слободу сразу из киприча, а не из дерева, часть старой слободы сохранилась до наших дней. Хоть Мокренские Выселки и обязаны своим появлением селу Мокрый Корь, позже деревня вошла в приход села Квашнино.

## География
Расположена в 32 км к северо-востоку от Тулы и в 16 км к востоку от райцентра, города Ясногорска в зоне широколиственных лесов, в пределах Среднерусской возвышенности, на берегу реки Осётр. Абсолютная высота — 242 метра над уровнем моря.
Климат
Климат характеризуется как умеренно континентальный. Среднегодовая многолетняя температура воздуха составляет 3,6 — 3,8 °С. Абсолютный минимум температуры воздуха холодного периода составляет −41 °C; абсолютный максимум тёплого периода — 37 °C. Безморозный период длится около 138 дней. Продолжительность периода активной вегетации растений составляет примерно 134 дня. Среднегодовое количество атмосферных осадков составляет 584—586 мм, из которых большая часть (396—400 мм) выпадает в тёплый период. Снежный покров держится в течение 144—147 дней. Среднегодовая скорость ветра составляет 4 м/с.
Часовой пояс
Деревня Бураково, как и вся Тульская область, находится в часовой зоне МСК (московское время). Смещение применяемого времени относительно UTC составляет +3:00.

## Население
| 2002 | 2010 |
| ---- | ---- |
| 389  | ↘341 |

Население — 341 чел. (2010).